# Estremoz
Estremoz là một huyện thuộc tỉnh Évora, Bồ Đào Nha. Huyện này có diện tích 514 km², dân số thời điểm năm 2001 là 15672 người.